# Fairfield Glade
Fairfield Glade – jednostka osadnicza w Stanach Zjednoczonych, w stanie Tennessee, w hrabstwie Cumberland.